# ULTRASEVEN X
『ULTRASEVEN X』（ウルトラセブン エックス）は、2007年10月5日から2007年12月21日まで、中部日本放送 (CBC) を制作局としてTBS系列で全12話が放送された、円谷プロダクション制作の特撮テレビドラマ、およびその劇中に登場する変身ヒーローの名称。

## 概要
『ウルトラセブン』40周年記念作品。ウルトラ戦士の登場する作品としては初の深夜帯放映作品かつ初の1クール作品であり、実写作品としては16:9のハイビジョン放送で制作された初の作品である。制作局は『ウルトラマンネクサス』から『ウルトラマンメビウス』までの作品に引き続き、中部日本放送 (CBC) が務めている。ウルトラシリーズとしてはBS11で放送され、後にテレビ東京系列局で2009年10月～2010年3月まで地上波放送された『ウルトラギャラクシー大怪獣バトル』とその続編『ウルトラギャラクシー大怪獣バトル NEVER ENDING ODYSSEY』を除けば最後の地上アナログ放送作品であると同時に、2022年時点ではTBS系列で放送された最後の作品でもある。
『セブン』は過去に、直接的な続編『平成ウルトラセブン』が制作されたが、本作品は新しい世界観での作品となる。企画はセブン好きを公言する八木毅の主導で行われ、併せて本作品のメイン監督とシリーズ構成も務めた。ただし、公式サイトには当初から「オリジナルのウルトラセブンとSEVEN Xの関係こそが全話を貫く最大の謎」という記述がされており、それは最終話にて明かされた。
企画の発端は、2006年の夏に深夜枠で新機軸を狙った『ウルトラマインズ』という企画で、『ウルトラQ dark fantasy』のプロデューサーであった表有希子を中心として、CBCへのアプローチが想定されていたため、『メビウス』を監督したことのある八木をメイン監督、プロデューサーの渋谷浩康に企画協力、『ウルトラマンマックス』も担当した小林雄次らを招聘し、企画を一同で練るが、2007年初めに企画が仕切り直しとなり、同年に誕生40周年を迎えるウルトラセブンのキャラクターを活かした企画へと再構成される形で舵が切られた。
八木は、かつて『ウルトラマンコスモス』の放送終了後に、「水に男が沈んでいるビジュアル」と「窓際にいる女性が振り返るビジュアル」というビジュアルコンセプトを基に、まとめられた新企画案「ULTRAMAN ZAX」の「地球にさまざまな宇宙人が人知れず潜んでいる」という設定とスタイリッシュさや、『宇宙空母ギャラクティカ』や『24 -TWENTY FOUR-』などの海外ドラマの近未来SF感溢れるテイストも参考にしつつ、小林とともに本作品の企画をおよそ3か月ほどで固めていったという。
深夜特撮らしく「ホラー」「怪奇」「サイバーパンク」がメインとなっており、初期ウルトラシリーズで描かれていた「人間に寄生や擬態するエイリアン」、「人間社会に溶け込み、暗躍するエイリアン」がメインであるが、「人間自身がエイリアンの起こす事件の原因に関与している」という過去のウルトラシリーズとは異なる部分がある。また、SEVEN Xとエイリアンとの戦いがメインではなく、「エイリアンが起こす怪事件や殺人を組織が捜査し、その事件の首謀者であるエイリアンをSEVEN Xが倒す」という構図がメインとなっている。平成ウルトラシリーズとしては珍しく、エイリアンが起こす事件で死者が出たり、数か所であるが流血シーンが存在する。
リアリティを重視するため、特撮パートは特撮用のミニチュアセットを組まず、極力セットを抑え、グリーンバックやブルーバックで撮影され、実景とのデジタル合成や造形物のないCG作画のみの敵キャラクターが主体となっている。また、他のウルトラシリーズと比較して戦闘シーンが極めて少なく、ドラマパートに重点が置かれている。ウルトラシリーズでは初の本格的なワイヤーアクションが取り入れられている点も、特徴の1つである。
「戦闘機などの巨大兵器」「組織内の統一された隊員服」「基地」とそれまでのウルトラシリーズの要素や、『セブン』『平成セブン』に登場した「カプセル怪獣」の要素は、本作品では踏襲されていない。
深夜帯のため、タイトルや変身ヒーローの名称、サブタイトルが今までのウルトラシリーズとは異なり、英語表記となっている。また、主要スタッフやキャスト、主題歌もエンディングに統一された。高年齢層を対象とした作品であるが、児童向けの超百科では他のウルトラシリーズと同様に取り扱われている。

## 世界観
近未来を思わせる、我々の世界とは似て非なる世界。人類最後の戦争やテロが5年前に根絶され、街には政府の広報やさまざまな情報を報じるホログラムの投影機やモニターが各所に設置されており、人々はその情報によって支配される高度な管理社会を形成している。一方、第2話でpH3.6の酸性雨が降ることを報じる天気予報の内容から、大気汚染などは深刻化している可能性が高い。

## あらすじ
深い水の中に漂う夢。その夢と共に男は目覚めるが、彼はそれまでのすべての記憶を失っていた。
すると、白いドレスの女が男の前に現れて赤い眼鏡を託し、腕時計型の機械のスイッチを入れる。「お願い。あなたにこの世界を救って欲しいの」と告げる彼女に促され、窓から飛び降りた男は腕時計の力で地上に降り立つ。その直後、2人の居た高層ビルは爆破される。
用意された車で自宅に戻った男は、自分の素性にまつわる一切の痕跡が消されていることを知る。戸惑いを隠せない男のもとに、腕時計型の機械から無機質な声が響く。「エージェント・ジン。新たなミッションだ」。それにより、男は「ジン」という語句が、自分の名前を意味することを知る。
状況が把握できないままクラブでエージェント・ケイと合流したジンは、自分たちがエイリアンを密かに抹殺する組織DEUSの一員であることを聞かされる。人間の女性に擬態したエイリアンを追ったジンは、彼らのアジトにたどり着く。そこに再び白いドレスの女が現れ、「戦いなさいジン。貴方はこの世界の救世主よ」と告げる。
やがてエイリアンの円盤は飛び立ち、ジンはそこから飛び降りて赤い眼鏡（ウルトラアイ）を手にする。それを装着したジンは、赤い巨人（ULTRASEVEN X）に変貌すると、エイリアンたちの放った巨大怪獣（ガルキメス）を倒し、彼らの円盤を破壊した。こうして、世界を守ると決意したジンの孤独な戦いが始まるが、その様子を何者かが監視していた。

## 登場人物
ジン / ULTRASEVEN X
25歳。本作品の主人公。DEUSのエージェント。過去のある時点からの記憶を失っているが、時折水に全身を包まれる感覚と白いドレスの女性と相対する自分の姿というイメージだけは残っている。寡黙だが内面は熱く、変身後のULTRASEVEN Xの力でこの世界を守ることを決意している。本来の性格も、Episode6で記憶を失う前に出会った隆男と初対面で意気投合して盛り上がるなど、暗いわけではない。エージェントとしての実力は高く、直感力や洞察力に優れ、瞬時の判断にも長ける。また、生身でもエイリアンに互角に対抗できる戦闘力を有している。
記憶を失う前はエレアの恋人で、AQUA PROJECTの裏に潜むグラキエスの存在と陰謀に気付き、エレアにさまざまな情報を教えていた。最終局面でようやく全ての記憶を取り戻した。愛車はキャディラックSRXで、他のDEUSエージェントからのウルトラガンによる攻撃を弾いていた。
エレア
22歳。本名・冴木エレア。本作品のヒロイン。ジンに「ウルトラアイ」を授けた。神出鬼没で、ジンに助言や警告を与えると同時に、彼の失った記憶を気に掛けている。
DEUSのエージェントではなく、以前はAQUA PROJECTに携わっていた女性科学者であり、恋人のジンからAQUA PROJECTの真実を聞かされ、地下でグラキエスへの抵抗活動を続けると同時に、記憶を失ったジンを導いていた。
劇中で名前は終盤まで謎だったが、エンディングでは第1話からエレアとしてクレジットされている。第6話で記憶を失う以前のジンが、バーで「星の好きな恋人」だと話していたことが明らかにされている。
ケイ
25歳。日常的にジンとパートナーを組むことの多いDEUSのエージェント。やや軽い単純な性格のかっこつけたがりで劇中ではコメディリリーフな役割が多いが、ウルトラガンの射撃に関しては高い実力を持つなどエージェントとしての腕は確かで、地球を守ることに使命感と誇りを持っている熱血漢。その使命感ゆえに最終局面ではジンとエレアを信じてDEUSを裏切り、グラキエスの打倒に協力した。服装は白を基調とし、ジンとは対照的。甘党で、プリンが好物なことは自分の理想像に合わないようだが、止められないらしい。エスには好意を持ち、頭が上がらない。
エス
25歳。ジンやケイと共にパートナーを組むことの多いDEUSのエージェントで、潜入捜査（アンダーカバー）を得意とする。チョコが好物で、食べていることが多いが、そのことをいじられるとキレる。エージェントとして銃の扱いにも長けているが、格闘技が最も得意。死んだと思われたエージェント・ディーが現れたり、ジンが裏切り者として指名手配されても彼らを信じ続けるなど、強い仲間意識を持つ姉御肌。最終局面では、DEUS司令の行動に疑念を抱き、ジンのAQUA PROJECTの調査に協力した後、ケイと共にDEUSを裏切った。衣装は黒で、ジンとエレアが対になるように、ケイと対になるようになっている。
アール
Episode2「CODE NAME"R"」に登場。35歳。かつてはケイも認めるほどの凄腕のエージェントであった。妻が自殺を遂げたことからこの世界に疑問を持ち、1年前にDEUSを抜けて「船」が人々を連れ去るのに力を貸していた。船の主からの指令であるウルトラアイ奪取を一度は果たすも、ジンの説得を受けてこれを返した。最後まで船を信じ続け、その意思を尊重したジンに見送られながら自身も船に乗り込もうとしたが、指令に従わなかった行為が反逆とみなされ、船から照射された光線によって抹殺された。
ディー
Episode7「YOUR SONG」に登場。半年前、母星を裏切ったヴァイロ星人ナタルと相思相愛になり、彼女を護るために殉職を装ってDEUSを抜けた。電磁棒1本でヴァイロ星人と互角に渡り合うなど、戦闘能力は高い。SEVEN Xをはじめとする仲間たちの協力もあり、同エピソードで星人打倒を果たし、ナタルと共に平和な日常を手にした。
DEUS司令
DEUSの司令官。ビデオシーバーを通して各エージェントにミッションを伝える。どこにいるのかも、何をしているのかも謎に包まれている。正体はグラキエスが作り上げたデータそのもので、人類のみならずDEUSエージェントすら影で監視していた。中継地点を破壊するべく潜入したケイとエスの前で正体を現し、2人の抹殺を図るが、爆弾によって施設ごと完全に吹き飛んだ。
白い服の女性
Episode10以降、ジンの脳裏に浮かぶ湖のほとりに立つ女性。その正体はアンヌであり、ジンではなくセブンの記憶であり、ラストでついに彼女はジンの肉体を離れたダンと再会を果たす。

## ULTRASEVEN X
ジンが変身する超人。
額のビームランプ、胸と肩のプロテクター、腹から足への銀色のラインなど、従来のセブンのデザインを踏襲しているが、小さくなった頭部や吊り上がった形状の目、アイスラッガーのデザインなどの相違点も見受けられる。
変身方法はオリジナルと同様でウルトラアイを使用し、必殺技もワイドショット、アイスラッガー、エメリウム光線と従来のセブンと同様であるが、アイスラッガーは発光せず、普通のブーメランのように回転しながら飛行する。身長も、等身大から巨人へと自由に変化する。
作中では、ボーダ星人戦やメカ・グラキエス戦を除けば苦戦することはほとんどなく、圧倒的な戦闘力で敵エイリアンを倒している。また、「赤い巨人」と呼ばれており、「ウルトラセブン」の名は最終話でジンとグラキエスの口から語られるのみである。
上記の作風や設定ゆえに後年の作品に客演することはないうえ、ステージイベントに登場することもほとんどない。

## DEUS
人類社会に侵入したエイリアンを捜索して抹殺することを主な目的とする、国家的秘密組織。従来のウルトラシリーズとは違いメンバーは隊員ではなく「エージェント」と呼ばれ、メンバー同士はコードネームで呼び合っている。
公表されていない地下空間に無数のモニターと巨大なホストコンピューターが設置されたエリアを持つ。エージェントは普段、一般市民として生活しているが、ビデオシーバーで司令官からの指令や作戦を受け、複数でミッションを遂行する。各エージェントは通信以外にも多くの機能を持つ万能通信機ビデオシーバー (VC) と、対エイリアン用にカスタムされたエネルギー銃「ウルトラガン」を携帯する。
アイテム
VC（ビデオシーバー）
エージェントたちの通信をつなぐほか、簡易の検査機能、GPS機能や電磁バリア展開機能を含めて機能はさまざまで、反重力システム（第1話で使用。「ANTI GRAVITY」の文字が表示される）を起動させれば、高層ビルから落下しても無事に着地できる。腕時計と同様、手首に巻いて携帯する。
- 後にDVDVol.4の特典として商品化された。

ウルトラガン
エージェントたちが携帯する、対宇宙人用にカスタマイズされた小型エネルギー銃。下部をスライドさせ、エネルギーを装填することでレーザービームを発射する。
『ウルトラセブン』でウルトラ警備隊が使用していた銃と同名だが、形状は大きく異なり、銃身より銃把が多くを占める近未来的なものになっている。
ゲーム『怪獣バスターズ』では、ウルトラガンXという名称で登場している。
- 本体はアルミの削り出しで製作されたが、予算の都合で1丁のみが製作され、そのほかは樹脂製のものが製作された。
- 後にDVDVol.5プレミアムエディションの特典として商品化された。

サングラス
光学迷彩を看破する。
レディショット
エレアが主に使用する超小型銃。強大な貫通力や破壊力を秘める。

## エイリアン
特記のない限り、別名・英字表記や数値データは公式サイトに基づく。

時空生命体 ガルキメス
Episode1「DREAM」に登場。
地球社会の中枢に潜入して人間に擬態し、自分たちの侵略活動をチェスに例える謎のエイリアン集団のキングが操る巨大な2足歩行の人型生命体。時空のゲートを経由して地球上に出現し、手から緑色の破壊光弾（光弾球、光球）を発射して大都市に対しての破壊活動を行う。最終的には正面からアイスラッガーの直撃を受けて消滅し、エイリアンたちも円盤ごとエメリウム光線で撃墜される。エイリアンたちの正体は終始明かされず、最後まで人間の姿であった。
- スーツアクター：相馬絢也
- デザインイメージは、ガジュマルで、極彩色の全身にしている。半透明の素材で製作されたマスクで中のアクターの顔が見えるように製作される想定だったが、実現しなかった。
- その後、マスクは『劇場版 ウルトラマンオーブ 絆の力、おかりします!』のガルメス人に改造された。

マーキンド星人
Episode3「HOPELESS」に登場。
人間に擬態し、タマルと名乗っていた昆虫型エイリアン。目と腕から破壊光線を出す。地球を侵略する意志はなく、他種族のクライアントからの依頼で侵略兵器を製作し、販売する武器商人。侵略兵器製造の依頼を受け、仕事の無い人間たち「ホープレス」をアルバイトとして雇って脳のエネルギーを吸収して侵略兵器を造っていた。飛行能力を持つが、戦闘では地上での格闘戦が主体である。「侵略兵器の製造を依頼したのは人間だ」と言い残した直後、アイスラッガーの攻撃を側面から受けて爆死する。
- スーツアクター：相馬絢也
- 書籍によっては、別名を宇宙商人と記載している。
- 頭部全体を光らせるために、触覚が球体の上に付いているイメージで描かれた。

『ウルトラマンX』に登場するマーキンド星人
第14話「光る大空、繋がる大地」に登場。身長・体重・出身地は初代と同じ。
メカゴモラのスパークドールズとXioが保有するスパークドールズの情報をギナ・スペクターに売り渡すが、その代金を請求した際にシャプレー星人によって銃殺される。
- 声：金子はりい
- 「X」つながりで起用されたほか、第5話でナックル星人バンデロが取り引きをしようとしていた相手でもあったという裏設定がある。

『ウルトラマンタイガ』に登場するマーキンド星人
第1話「バディゴー！」、第24話「私はピリカ」、第25話「バディ ステディ ゴー!!」に登場。
ヴィラン・ギルドの構成員の一人で、地球の衛星軌道上にある宇宙船で怪獣や兵器のオークションを主催している宇宙商人。地球は商売がやりやすいという理由から好んでいる。第25話にてE.G.I.S.の会計に就職した。
- 声：廣瀬武央
- スーツアクター：福島弘之
- 監督の市野龍一は、マグマ星人ともども第1話の時点で再登場させることを決めていたため、憎めない小悪党として描写した。脚本を担当した林壮太郎も、再登場を決めた時点で社員にすることにしたと述べている。

パラサイト宇宙生物 ペジネラ
Episode4「DIAMOND"S"」に登場。
ナノサイバティクスの社員や細胞を人体に送り込む機能性化学薬品「シャイナー05」を服用する人間の脳に寄生していた、パラサイト型エイリアン。肉塊のような身体に爬虫類を思わせる体表を持つ。元々はひとつの生命体だったが、細胞分裂によって自己増殖を繰り返す本能しかもっていなかったが、人間に寄生して知能を得たことから機能性化学食品シャイナー05を使って効率的に増殖したうえ、人間とは違う新しい身体を製造していた。無数の小型ペジネラが合体することで、巨大生物に変化する。破壊光線のほか、粘液状の小型ペジネラを吐いて相手の動きを封じる。動きは身軽で、アイスラッガーも受け止める。最後はエメリウム光線を受けて爆発し、小型ペジネラも本体が倒されると同時にすべて消滅する。しかし、同話の最後では回収し切れなかった販売済みのシャイナー05が存在していたことから、ペジネラを殲滅できてはいないことが示唆されている。
- スーツアクター：西村郎
- 書籍『円谷プロ全怪獣図鑑』では、別名をパラサイト宇宙人と記載している。
- 初稿は3つあり、そのうちの1つが選ばれた。左右に分割した下あごから演者の手が入るようになっており、手を上げることで口が閉じるようになっている。
- その後、スーツは『ウルトラマンX』のホオリンガに改造された。

チャムダ星人
Episode5「PEACE MAKER」に登場。
アルファケンタウリ星系のエイリアン。同星系に住むボーダ星人とは交戦状態にある。蒼い肌と額にも目を持つ三つ目以外は外見に地球人との相違は無いが、容姿は全員が同一であり、身体能力はきわめて低い。地球の重力下では長時間の歩行すらままならない体質の脆弱さと社交性の高さから、地球への害意や侵略の危険は無いとDEUSに判断され、亡命を認められている。しかし、亡命は表向きの理由でしかなく、真の目的はボーダ星人が地球に隠した守り神「オリファム（鉱石）」を発見し、彼らに対抗することであった。オリファムを発見した後はボーダ星人を殲滅することで戦争を終わらせる旨を述べ、帰還する。結局、双方の星が滅亡してしまったため、後述のグラキエスには「双方とも愚か」と一蹴される。
- クレジットでは「細身の男」と表記。

凶暴エイリアン ボーダ星人
Episode5「PEACE MAKER」に登場。
アルファケンタウリ星系のエイリアン。戦力は腕から放つ破壊光線と体の前面に張るバリア。同星系に住むチャムダ星人とは交戦状態にあり、彼らから「守り神」「彼らのすべて」などと称される緑色に発光する十六面体の緑色の石「オリファム」を奪い、地球に隠していた。複数のチャムダ星人が亡命を理由に地球に飛来してオリファムの探索を開始したため、彼らを抹殺するために再び地球へ侵入し、次々と殺害していく。頭部内部にもう1つ凶暴な牙を隠し持っているほか、大柄な体格とは裏腹に俊敏性と超怪力を持っており、チャムダ星人曰くオリファムの力がなければ不死身らしい。ULTRASEVEN Xを追い込むが、最後にはオリファムで驚異的な力を手に入れたチャムダ星人にダメージを負わされ、その直後にワイドショットの直撃を受けて爆死する。
- スーツアクター：岩田栄慶
- デザイン画では、「ポーダー星人」という名称だった。

ヴァイロ星人
Episode7「YOUR SONG」に登場。
地球を侵略するために先兵を送り込んでいたヒューマノイド型エイリアン。死ぬと跡形もなく消滅してしまう。侵略を行う兵士は最高権力者から白いマスクを直接手渡され、死ぬまでそのマスクを外してはならない。先兵の調査員として地球へ侵入し、侵略のための調査を行っていたナタルは地球の歌に対する愛情とディーとの出会いからマスクを外してしまったため、反逆者としてかつての同胞たちから命を狙われていた。統制の取れた集団行動を行いながら、マスクのパラボラ状の口元に取り付けられた円形の装置に両手を当てて強力な破壊波（破壊音波）を伴う甲高い声を発し、敵を攻撃する。ウルトラガンの攻撃を素手で偏向したリーダー格とうかがえる個体もいたが、全員がエージェントやナタルによって駆逐される。リーダー格とうかがえる個体は、死ぬ間際に飛行物体からバドリュードを出現させる。
- スーツアクター：相馬絢也
- 書籍によっては、ナタルの数値を「身長：166センチメートル、体重：47キログラム」と記載している。

生物機械兵器 バドリュード
Episode7「YOUR SONG」に登場。
地上で全滅したヴァイロ星人が死ぬ間際に飛行物体の船底から出現させたゼリー状の液体が形成された二足歩行のロボット型怪獣。ヴァイロ星人のマスクと同様に、頭部の発光体に両手を当てて発射する超音波光線で敵を攻撃する。エージェントたちに超音波光線を発射するが、アイスラッガーで遮断されたうえに軌道を変えたその直撃で瞬殺され、飛行物体もエメリウム光線で破壊される。スチール写真では、ULTRASEVEN Xに肉弾戦でも圧倒されている。
- スーツアクター：相馬絢也
- メカ要素を詰めて描かれたが、途中からメカっぽさを避けるために仕切り直しとなり、体表は内臓のようにブヨブヨしており、胸部を中心に機械が各部から露出したものをベースに、シャンパンゴールドのカラバリが選ばれた。黒い模様のイメージは布袋寅泰のギター。

殺戮宇宙人 ヒュプナス
Episode8「BLOOD MESSAGE」に登場。
何者かによってエイリアンとしての記憶を消され、人間の姿で普通の生活を営んでいる。しかし、一度極度の肉体的苦痛を受けると、エイリアンとしての殺戮本能が覚醒し、両手に持つ鋭利な爪の一掻きで人間を絶命させる本来の容姿と脆弱な人間としての容姿を使い分けながら、周囲の人間を無差別に殺害する。過去に2体が発見されており、DEUSに捕獲された2体目の自白から、何者かが無差別殺人を目的として放ったことが判明する。3体目のアガタ・キョウスケは人間の妻のアサミを得て生活していたところ、ドラッグシンジケートの売人たちに撃たれたことで覚醒してアサミを殺害した記憶を、「売人たちにアサミを殺害された」という記憶に書き換えて彼女の赤いコートを着込み、売人たちへの「復讐」を続けていた。まだ妻が生きているという妄想に取り付かれていたが、その真実にたどり着いたジンと対峙して自分の青い血液を見たことから本来の記憶を取り戻し、ようやく本性を現す。最後はアイスラッガーとエメリウム光線で倒されるが、潜伏中のヒュプナスの数は不明のまま同話は幕を下ろす。
- スーツアクター：相馬絢也
- マスクは既存のものの改造だが、デザインを担当した丸山は何のマスクかは覚えていないという。ボディはウルトラマンアグルの流用。

『ウルトラマンオーブ』に登場するヒュプナス
映画『劇場版 ウルトラマンオーブ 絆の力、おかりします!』に登場。
宇宙魔女賊ムルナウ配下の宇宙人の1体。公開に先駆け、セミ女など異星人たちと一緒の背広姿が公表されていた。本編では、大空大地を探すSSPメンバーをセミ女・クカラッチ星人・ガルメス人とともに襲撃する。
- 演：岡村勝之
- 声：花村想太（Da-iCE）

『ウルトラマンジード』に登場するヒュプナス
映画『劇場版 ウルトラマンジード つなぐぜ! 願い!!』に登場。
沖縄の宇宙人街をうろつく1体であり、訪れた朝倉リクたちとの乱闘に加わる。

『ウルトラマンタイガ』に登場するヒュプナス
第4話「群狼の挽歌」、第9話「それぞれの今」に登場。
第4話では、ヴォルクの回想に登場。特殊な武器を振り回してホマレと戦う。
第9話では、ヴィラン・ギルドの構成員として登場。行方マイコの持つタリスマンを狙って襲いかかったところを、ヒロユキたちに妨害される。最後はタリスマンから復活したマジャッパの放った水流が直撃し、消滅した。

『劇場版 ウルトラマンタイガ ニュージェネクライマックス』に登場するヒュプナス
映画『劇場版 ウルトラマンタイガ ニュージェネクライマックス』に登場。
ハンマー状の器具でヒロユキたちを襲うが、湊イサミに倒される。

獣人
Episode9「RED MOON」に登場。
尾形 朔（）と名乗る兄と共に星々を旅していた異星人。普段は地球人と同じ外見で尾形 望（）と名乗っており、水に触れると体細胞が変化する特異体質ゆえに水を恐れていたが、100年前の皆既月食の夜に恋に落ちた地球人の女性・鷺ノ宮まひるの願いを聞き入れてやむなく池の水に触れ、全身が鱗に覆われた半魚人のような怪物と化してしまう。この際にまひるを殺害しているが、本人はその事実を受け入れず、100年ぶりに目覚めても彼女を探していた。最後はアイスラッガーの直撃が致命傷となり、朔の腕に抱かれた状態で消滅する。望が水に触れたのは「まひるへの想いが宿命を超えてくれる」と願ってのことだったが、叶わなかった。現代人として生活していた朔も、この件で正体が発覚したため、姿を消す。
- スーツアクター：福田大助

グラキエス
Episode12「NEW WORLD」に登場。
情報網を掌握することで気付かれずに管理社会を作り上げるのと同時に他のエイリアンを排除するためにDEUSを組織し、AQUA PROJECTを利用して平行する異世界への侵攻も画策する真の支配者たち。ジンの脳裏に老紳士や中年とうかがえる男女3人の人間に擬態した姿で現れ、自分たちの目的は侵略と支配ではなく、平和な世界の維持だとうそぶく。本来は虫のような蜘蛛に似たエイリアンであり、攻撃力は高くない。Episode12で真の姿を現し、数千体の同族で湖畔の地下空洞に巣食っていたところをアイスラッガーとワイドショットで殲滅される。
- デザイン画は筆ペンで描かれ、6つの初稿の中から蜘蛛タイプのものが選ばれ、足先を変更し、トゲを背中に追加したものが決定稿となった。蛇皮のような体表にしており、目をオレンジにしている。
- 着ぐるみではなくフルCGで表現されている。
- 書籍によっては、別名を小型集合体と記載している。

巨大機械生命体 メカ・グラキエス
Episode12「NEW WORLD」に登場。
攻撃力の高くないグラキエスが、自己防衛のために自分たちを模して造った巨大な蜘蛛型の機械生命体。3体でフォーメーションを組んで現れ、火炎弾を放つ、粘液状の糸で相手を絡め取るといった連携攻撃で一度はULTRASEVEN Xを退けるが、ウルトラセブンとしての自我が覚醒したULTRASEVEN Xに3体とも上空まで持ち上げられ、急降下で地面に叩きつけられて2機が大破し、破壊をまぬがれた1体も空中からのエメリウム光線で爆破される。
- 目を青くしている。
- グラキエス同様、着ぐるみではなくフルCGで表現されている。

## 用語
AQUA PROJECT
ある周波を水に照射することによって、原子力に代わるエネルギーを確保しようという政府の計画。しかし、その実験中に偶発的に異世界（ウルトラセブンが存在する世界）へのゲートが出現したため、計画は凍結された。物語開始時点では何者か（グラキエス）が、この異世界への侵攻を目論んでいる。

## キャスト

### レギュラー・準レギュラー
- ジン - 与座重理久
- エレア - 加賀美早紀
- ケイ - 脇﨑智史
- エス - 伴杏里
- DEUS司令の声 - 夏木陽介
- 政府放送のキャスター - 宮本賢一、莇陽子
- 支配者たち - 千葉誠樹、ナカヤマミチコ、野口雅弘（1・10 - 12）

### ゲスト
- エイリアン集団のキング - 大谷朗（1）
- エイリアン集団のクイーン - MiWa（1）
- タキザワ行政官 - 須永慶（1）
- マキシマムコーポレーション社員 - 沼崎悠（1）
- 報道局員 - 茂木和範（1）
- エリコ - 宮下ともみ（2）
- アール - 渡来敏之（2）
- タクシー運転手 - 佐藤祐一（2）
- 少女 - 安川結花（2）
- タマル - 小宮孝泰（3）
- シマザキ・ユウジ - 篠原剛（3）
- ルイ - 藤井貴規（3）
- サユリ - 坂東美佳（3）
- ホープレス - 加藤翔平、高橋和喜（3）
- アナウンサー - 河井春香（3）
- 田崎 - エド山口（4）
- 山根 - 岡部務（4）
- CM出演者 - 上田晴美（4）
- ペジネラに寄生された人々 - 小山真理亜（女子高生）、佐野珠美（女性）、八代康次（老人）（4）
- ミイラ化した男 - 深沢尚吾（4）
- 小学生 - 川村悠椰（4）
- 細身の男 / チャムダ星人 - やべけんじ（5）
- 研究員 - 筒井巧（5）
- 酒屋の主人 - 田村三郎（5）
- ラーメン屋女将 - 管真紀（5）
- 酔っ払い - 亀山助清（5）
- タカオ（日多隆男） - 唐橋充（6）
- アリサ - 及川奈央（6）
- 光の魂の声 - 今井麻美（6）
- CM出演者 - 金山孝之（6）
- 会社員 - 小林雄次（6）※カメオ出演
- ナタル - 石川紗彩（7）
- ディー - 小田井涼平（7）
- ストリートシンガー - 海老岡宏子（7）
- アガタ・キョウスケ - 黒田勇樹（8）
- アガタ・アサミ - 川村ゆきえ（8）
- サメオ - 伊藤友樹（8）
- 過去に出現したヒュプナス - 五藤圭子、原武昭彦（8）
- ドラッグシンジケートの一員 - 浅井孝行、小幡誠 （8）
- 尾形俊行（朔） - 高野八誠（9）
- まひる - 中村果生莉（9）
- 望 / 獣人 - 小笠原宙（9）
- 敷島教授 - 堀内正美（9）
- 獣人に襲われた女 - 吉田智美（9）
- 図書館職員 - 永井博章（9）
- サキ - 中丸シオン（10）
- ハイバラ - 北岡龍貴（10）
- 友里アンヌ - ひし美ゆり子（12）
- モロボシ・ダン - 森次晃嗣（12）

### スーツアクター
- ULTRASEVEN X[38] - 新上博巳[39]
- 相馬絢也、西村郎、岩田栄慶、福田大助

## スタッフ
- 監修・製作 - 円谷一夫
- 製作統括 - 大岡新一
- 企画 - 江藤直行（円谷プロ）、平山博志（バップ）、林朋夫（電通）、岡崎剛之（CBC）
- 企画協力 - 渋谷浩康
- プロデューサー - 表有希子（円谷プロ）、近貞博（バップ）、山西太平（電通）、岩佐芳弘（CBC）
- 制作プロデューサー - 小山信行
- シリーズ構成 - 八木毅
- 音楽プロデューサー - 玉川静
- 音楽ディレクター - 田靡秀樹
- 音楽 - 斎藤高広 featuring 菰口雄矢
- 撮影 - 高橋義仁、新井毅
- 照明 - 佐藤才輔
- 録音 - 廣木邦人
- 美術 - 内田哲也、瀬下幸治
- 編集 - 矢舩陽介
- アクション監督 - 小池達朗
- ULTRASEVEN Xデザイン・画コンテ - 酉澤安施
- エイリアン・小道具デザイン - 丸山浩
- ULTRASEVEN Xマスク造型 - 原口智生、香西信介
- エイリアン造型 - 吉松学、橋本琢、田原俊
- エイリアンデザイン - さとうけいいち
- タイトル・小道具デザイン - 佐藤さい子
- CG - 円谷プロCGIルーム、KIDS
- スタジオ - 東宝ビルト
- 協力 - 京楽産業.
- 製作委員会 - 円谷プロダクション、バップ、電通、中部日本放送
- 製作・著作 - 円谷プロダクション、中部日本放送、ULTRASEVEN X PROJECT

## 放送日程
| 放送回 | 放送日   | サブタイトル  | 登場エイリアン                            | 脚本       | 監督     | 視聴率 |
| ------ | -------- | ------------- | ----------------------------------------- | ---------- | -------- | ------ |
| 第1話  | 10月05日 | DREAM         | 時空生命体ガルキメス                      | 小林雄次   | 八木毅   | 1.8%   |
| 第2話  | 10月12日 | CODE NAME"R"  | ‐                                         | 太田愛     | 八木毅   | 1.2%   |
| 第3話  | 10月19日 | HOPELESS      | マーキンド星人                            | 福田卓郎   | 鈴木健二 | 1.9%   |
| 第4話  | 10月26日 | DIAMOND"S"    | パラサイト宇宙生物ペジネラ                | 太田愛     | 鈴木健二 | 2.4%   |
| 第5話  | 11月02日 | PEACE MAKER   | 凶暴エイリアンボーダ星人 チャムダ星人     | 金子二郎   | 鈴木健二 | 1.7%   |
| 第6話  | 11月09日 | TRAVELER      | -                                         | 小林雄次   | 梶研吾   | 1.8%   |
| 第7話  | 11月16日 | YOUR SONG     | ヴァイロ星人 生物機械兵器バドリュード     | 林壮太郎   | 梶研吾   | 1.4%   |
| 第8話  | 11月23日 | BLOOD MESSAGE | 殺戮宇宙人ヒュプナス                      | 長谷川圭一 | 小中和哉 | 1.2%   |
| 第9話  | 11月30日 | RED MOON      | 獣人                                      | 太田愛     | 八木毅   | 1.1%   |
| 第10話 | 12月07日 | MEMORIES      | -                                         | 小林雄次   | 小中和哉 | 1.5%   |
| 第11話 | 12月14日 | AQUA PROJECT  | -                                         | 小林雄次   | 八木毅   | 1.4%   |
| 最終話 | 12月21日 | NEW WORLD     | 巨大機械生命体メカ・グラキエス グラキエス | 小林雄次   | 八木毅   | 1.2%   |

## エンディング主題歌
「Another day comes」
作詞 - K / 作曲・歌 - Pay money To my Pain

## 放送局
| 放送対象地域 | 放送局        | 放送期間                  | 放送日時           | 備考       |
| ------------ | ------------- | ------------------------- | ------------------ | ---------- |
| 中京広域圏   | 中部日本放送  | 2007年10月6日 - 12月22日  | 金曜 26:15 - 26:45 | 制作局     |
| 関東広域圏   | 東京放送      | 2007年10月6日 - 12月22日  | 金曜 26:25 - 26:55 |            |
| 近畿広域圏   | 毎日放送      | 2007年10月7日 - 12月23日  | 土曜 27:25 - 27:55 |            |
| 山梨県       | テレビ山梨    | 2007年10月12日 - 12月28日 | 木曜 25:55 - 26:25 |            |
| 熊本県       | 熊本放送      | 2007年10月14日 - 12月30日 | 日曜 5:30 - 6:00   | [ 注釈 2 ] |
| 全国放送     | TBSチャンネル | 2008年1月11日 - 4月4日    | 金曜 22:00 - 22:30 | CS放送     |

後年にはファミリー劇場やKBS京都でも放送されたほか、インターネット配信がバンダイチャンネルや日テレオンデマンドなどで行なわれている。

## 映像ソフト化
- 2008年1月23日から同年6月25日にDVDが発売。全6巻。

## 小説版
ホビージャパン刊。小林雄次、小林英造によるノベライズ作品。カバーデザインはEpisode6でタカオ役を演じた唐橋充が担当し、挿絵は酉澤安施が担当している。